# Eutolype bombyciformis
Eutolype bombyciformis är en fjärilsart som beskrevs av Smith 1892. Eutolype bombyciformis ingår i släktet Eutolype och familjen nattflyn. Inga underarter finns listade i Catalogue of Life.